# 利德代爾 (愛荷華州)
利德代爾（英語：Lidderdale）是一個位於美國愛荷華州傑佛遜縣的城市。

## 地理
利德代爾的座標為42°07′30″N 94°46′59″W / 42.12500°N 94.78306°W，而該地的平均海拔高度為377米（即1237英尺）。

## 人口
根據2010年美國人口普查的數據，利德代爾的面積為6.27平方千米，當中陸地面積為6.27平方千米，而水域面積為0.00平方千米。當地共有人口180人，而人口密度為每平方千米28人。